# Cicindela pulchra
Cicindela pulchra är en skalbaggsart som beskrevs av Thomas Say 1823. Cicindela pulchra ingår i släktet Cicindela och familjen jordlöpare.

## Underarter
Arten delas in i följande underarter:
- C. p. dorothea
- C. p. pulchra